# Eugeniu Constantin Florescu
Eugeniu Constantin Florescu este un fost senator român în legislatura 2000-2004 ales în municipiul București pe listele partidului PRM. Eugeniu Constantin Florescu a fost membru în comisia pentru învățământ, știință, tineret și sport (din sep. 2004) și în comisia pentru cultură, artă și mijloace de informare în masă. În cadrul activității sale parlamentare, Eugeniu Constantin Florescu a fost membru în grupurile parlamentare de prietenie cu Republica Cipru și Republica Franceză-Senat.